# Typhloiulus bureschi
Typhloiulus bureschi är en mångfotingart som beskrevs av Karl Wilhelm Verhoeff 1926. Typhloiulus bureschi ingår i släktet Typhloiulus och familjen kejsardubbelfotingar. Inga underarter finns listade i Catalogue of Life.